# Oifig Scrúdóir na Scannán
Le Oifig Scrúdóir na Scannán, ou Irish Film Classification Office (IFCO), est le comité de censure du film, des programmes de télévision et de certaines classifications et censures de jeux vidéo en Irlande. Il est l'équivalent du visa d'exploitation délivré en France. Le titre, en irlandais, signifie littéralement « examinateur du bureau du film ».
Avant le 21 juillet 2008, le bureau était connu sous le nom de Irish Film Censor's Office, et était auparavant connu sous le nom Film Censor's Office ou, dans les références juridiques, le bureau du Censeur officiel des films, qui était le titre officiel du chef du bureau avant cette date. Le chef du bureau est le directeur de la classification des films.

## Histoire
L'Irish Film Censor's Office a été créé en 1923, conformément à la Censure des films.
Cette loi a été modifiée en 1925, 1930, 1970 et 1992 ; et une révision substantielle de la loi a eu lieu dans la loi sur les enregistrements vidéo. qui a étendu le champ d'application du bureau de la réglementation de l’importation et de la fourniture de vidéo.
Le 21 juillet 2008, la «loi de 2008 sur le droit civil (dispositions diverses)» est entrée en vigueur. L'article 70 modifie certaines des dispositions relatives à la censure des films dans l'État. L'article 71 renomme le Film Censor en tant que directeur de la classification des films et, par conséquent, le Irish Film Censor Office est devenu le Irish Film Classification Office.

## Membres du bureau
Le bureau se compose de 21 membres : 
- Un censeur de film : Ger Connolly
- Un député censeur.
- Dix censeurs auxiliaires.
- Un directeur de bureau.
- Six fonctionnaires du département de la Justice, de la Réforme, de l'Égalité et de la Loi.
- Deux projectionnistes.

## Les certificats délivrés

### Les certificats cinématographiques
Les certificats cinématographiques actuels ont été annoncés en décembre 2004 lors de la Conférence européenne des classificateurs de films à Paris et introduits le 1er janvier 2005.
En novembre 2005, une campagne publique a été lancée pour les sensibiliser, y compris des brochures, des affiches, des autocollants et un certificat d'animation produit par Brown Bag Films qui a attiré l'attention sur leur site Web relativement nouveau,,.
Les certificats cinématographiques courants qui sont délivrés sont :
- G - « General » - pour tout public
- PG - « Parental Guidance » - les parents sont incités à accompagner les jeunes enfants
- 12A - interdit aux moins de 12 ans, sauf s'ils sont accompagnés d'un adulte (notation "12PG" entre le 1er juin 2001 et le 1er janvier 2005)
- 15A - interdit aux moins de 15 ans, sauf s'ils sont accompagnés d'un adulte (notation "15PG" entre le 1er juin 2001 et le 1er janvier 2005)
- 16 - interdit aux moins de 16 ans (introduit le 1er janvier 2005)
- 18 - interdit aux moins de 18 ans

Note : concernant les catégories 12A et 15A, le « A » signifie « Adult » (adulte).

### Les certificats pour les vidéogrammes
Les certificats de courants pour les vidéogrammes sur DVD ou vidéocassettes distribués sont :
- G - « General » - pour tout public
- PG - « Parental Guidance » - les parents sont incités à accompagner les jeunes enfants
- 12RA - interdit aux enfants de moins de 12 ans, sauf en présence d'un adulte. Ces œuvres ne peuvent en aucun cas leur être fournies.
- 12 - interdit aux enfants de moins de 12 ans. Ces œuvres ne peuvent en aucun cas leur être fournies.
- 15 - interdit aux enfants de moins de 15 ans. Ces œuvres ne peuvent en aucun cas leur être fournies.
- 18 - interdit aux moins de 18 ans. Ces œuvres ne peuvent en aucun cas leur être fournies.

Note : concernant la catégorie 12RA, « RA » signifie « Responsible Adult ».

### Mutation lors du passage de l'œuvre cinématographique au support DVD/VHS
Cette mutation du certificat se produit lors du passage de l'œuvre de l'exploitation en salle vers le support DVD ou VHS et ne s'applique uniquement si :
- il n'y a aucun matériel supplémentaire (scènes bonus, making off, etc.) qui ne répondrait pas au certificat concédé à l'œuvre principale et lui ferait passer à une catégorie supérieure ;
- le film n'a pas été édité (sortie sur support, etc.) d'une manière qui lui ferait recevoir la caractéristique principale d'une catégorisation inférieure.

Si l'information ci-dessus s'applique à une édition en DVD ou VHS, se reporter au tableau suivant.
Les mutations standards sont :
| Certificat cinématographique | Certificat DVD/VHS |
| ---------------------------- | ------------------ |
|                              |                    |
|                              |                    |
|                              |                    |
|                              | 12RA*              |
|                              |                    |
|                              | 15/18              |
|                              |                    |

* Le certificat « 12RA » n'a pas de correspondance cinématographique, et n'est donc pas une mutation standard (c'est-à-dire que seuls certains films de catégorie 12A reçoivent ce certificat). C'est donc un certificat rare, mais ne devrait pas être considéré comme un certificat obsolète, car il est encore utilisé.
Si les deux règles ci-dessus s'appliquent à la publication en DVD ou VHS d'un film, il sera généralement réévalué, mais cela ne signifie pas que des certificats d'exploitation DVD ou VHS coïncideront toujours, comme de temps en temps (habituellement le DVD) une édition contiendra du matériel supplémentaire absent de l'édition VHS, impliquant dès lors une réévaluation. Ainsi, un film qui a reçu un certificat 15A dans les salles peut recevoir un certificat 15 sur VHS mais un certificat 18 sur DVD. Un DVD ainsi surclassé comportera un avertissement au verso de sa jaquette.

### Logos des certificats

#### Cinéma
- G -  Ce logo se compose d'un cercle bleu foncé avec la lettre G à l'intérieur.
- PG - Ce logo se compose d'un cercle vert avec les lettres PG à l'intérieur.
- 12A - Ce logo se compose d'un cercle orange avec 12A à l'intérieur.
- 15A - ce logo se compose d'un cercle rose avec 15A à l'intérieur.
- 16 - Ce logo se compose d'un cercle noir, avec le nombre 16 à l'intérieur.
- 18 - Ce logo se compose d'un cercle rouge, avec le nombre 18 à l'intérieur.